# Cortinarius hebelomaticus
Cortinarius hebelomaticus är en svampart som beskrevs av E. Horak & Soop 1999. Cortinarius hebelomaticus ingår i släktet Cortinarius och familjen spindlingar.   Inga underarter finns listade i Catalogue of Life.